# Бясна гъба
Бясната гъба, още червенка (Russula emetica), е вид отровна, базидиева гъба от род Гълъбки (Russula). Открита е за пръв път през 1774 г. Има шапка с диаметър около 4 – 10 cm, с лъскава и гладка повърхност. Цветът ѝ е розово- до кърваво-черен. Пънчето е цилиндрично, плътно и крехко, с размери 3 – 8 × 1 – 2 cm. Двойник е на Кафявовиолетовата гълъбка (Russula vesca).

## Разпространение и местообитание
Разпространена е широко в северното полукълбо, върху почви в широколистни, иглолистни и смесени гори, от средата на лятото до края на есента.